# 토미 펠프스
토미 앨런 펠프스(Tommy Allen Phelps, 1974년 3월 4일 ~ )는 미국의 전 야구 선수이다. 2003년 플로리다 말린스 소속으로 데뷔해서 3년간 메이저 리그 베이스볼 (MLB)에서 뛰었다.

## 같이 보기
- 대한민국 출신 메이저 리그 베이스볼 선수 목록